# Анетан
Анетан (англ. Anetan) — округ (единица административного деления) Науру. Расположена в северной части острова. Площадь 1,00 км², население 516 человека (2005). В округе имеется школа, метеорологическая станция.
Входит в состав избирательного округа Анетан.

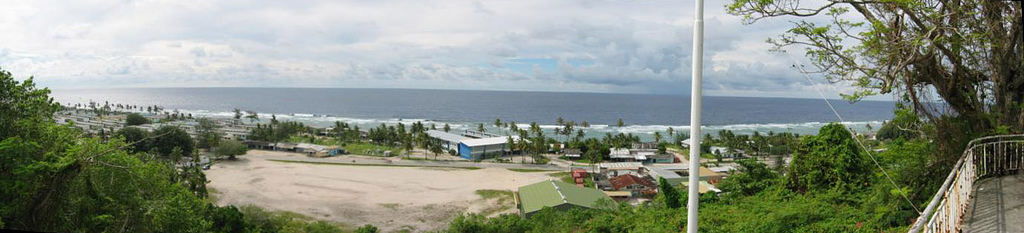
Панорама северного берега Науру